# かもめの水兵さん

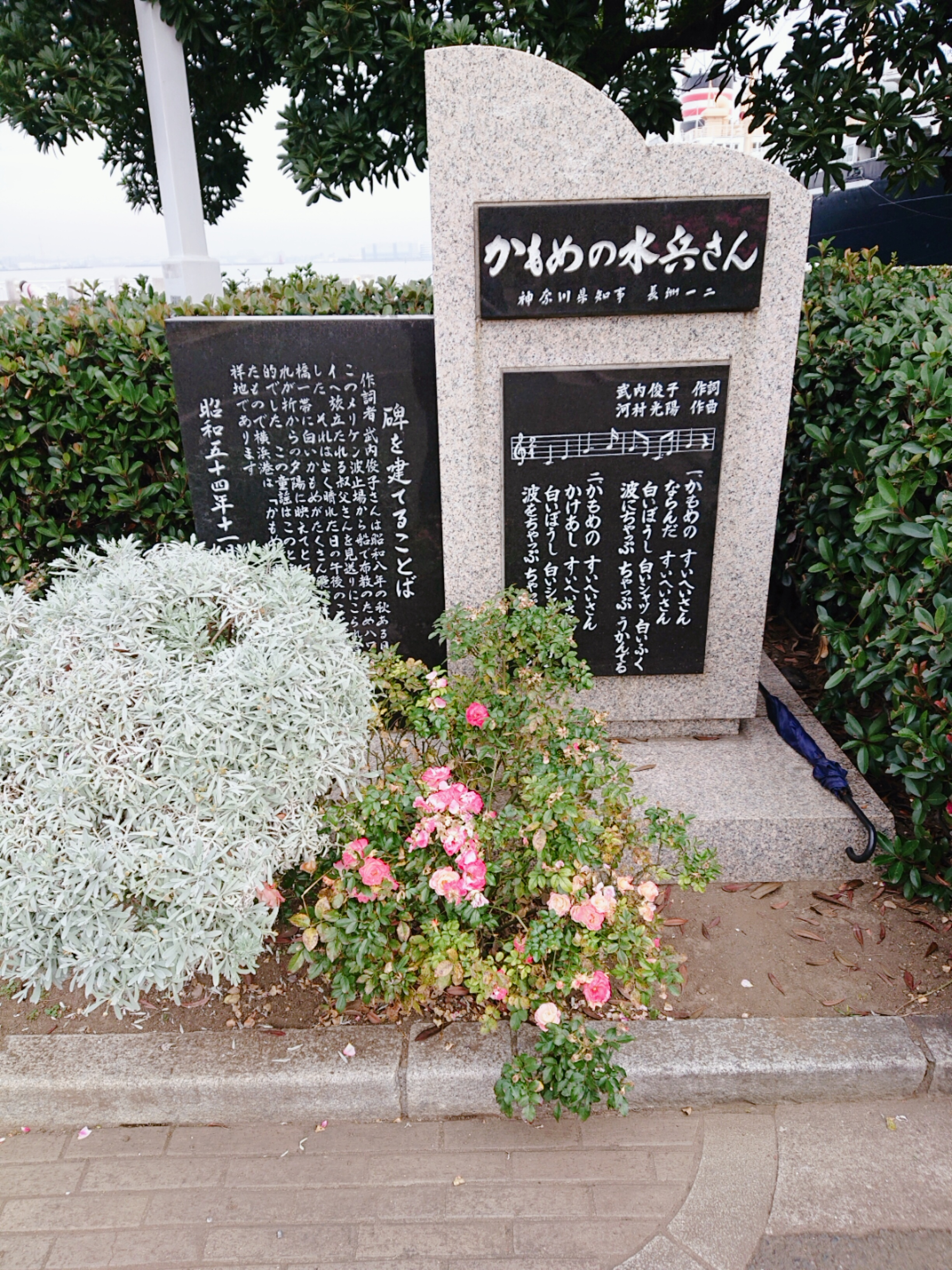
横浜市山下公園の歌碑

かもめの水兵さん（かもめのすいへいさん）は1937年（昭和12年）に発表された日本の童謡。作詞は武内俊子、作曲は河村光陽。

## 楽曲解説
全身が白いカモメを、「白い帽子」を被って「白いシャツ」などの「白い服」を着た水兵になぞらえた詞となっている。メロディは詞の中にある言葉のアクセントを生かしたものとなっていて、子供が歌いやすく覚えやすいように作られている。
河村順子の歌唱によって、同年4月にキングレコードから、当時毎月発売されていた2枚組み童謡シリーズの1曲としてレコード化され、戦前および戦中の童謡のレコードとしては大ヒットとなった。別刷で専門家による踊りの振り付けの解説もあり、運動会などの行事などの遊戯として踊った幼児や小学生も数多い。戦後は音楽の教科書にも採用され、1955年から1967年まで断続的に、教育出版や教育芸術社から刊行されている小学2年生を対象とした教科書に掲載された。
後年、順子は海外との音楽交流を行った際に、この作品を英語やヒンディー語に訳した。加えてドイツ語や韓国語を始めとする11か国語にも訳したことにより、日本を越えた国々で歌われている。2007年（平成19年）には日本の歌百選に選出された。
JR西日本の三原駅で列車入線メロディに使用されている。2014年7月15日までは須磨海浜公園駅でも使用されていたが、三原駅とはアレンジが異なっていた。
1982年に俳優・お笑いタレントの斎藤清六が吹き込み、アルバム『なんなんなんだ!?』に収録した。
1994年に三原信用金庫と尾道信用金庫が合併した際、新名称は「かもめ信用金庫」となったが、選定理由の一つとして本楽曲を作詞した武内が三原市出身であることが挙げられていた。かもめ信用金庫はその後、福鞆信用金庫との合併でしまなみ信用金庫に改称した。
2012年にはアースノーマットの、2017年にはユニ・チャーム「ライフリー すっきりスタイルパンツ」の、それぞれコマーシャルソングに替え歌で起用されている。

## 完成への経緯
武内が作詞を行ったきっかけは、昭和8年、ハワイに旅行する叔父・足利瑞義（浄土真宗本願寺派 勝願寺住職）を見送るために横浜港のメリケン波止場（現在の大さん橋）に行き、夕日差す桟橋一帯にたくさんの白いカモメをみたことにある。帰り道、かもめの白い姿を水兵に見立てて詞を完成させた。
武内は、すぐにコンビを組む光陽にどのような詞なのかを電話で連絡した。それを聞いた光陽はその場でピアノを弾き始め、その日のうちに曲を完成させたという。詞から浮かんだ海の青とかもめの白の明瞭な組み合わせを曲で表現するために、音楽の基本的な三和音の「ド・ミ・ソ」を歌いだしに用いて、簡潔な旋律を用いた。このように父が弾いていた曲を自宅で聴いていた順子は、すでに曲を覚えた状態でレコーディングに臨んだと後に証言している。

## 歌碑
国内4か所に存在する。武内の生誕地である広島県三原市の宮浦公園前には歌詞が刻まれた碑がある。また、光陽の生誕地の福岡県田川郡福智町にある青年の家の前庭と(2011年2月より上野の里ふれあい交流館内)、東京都文京区の本駒込の光陽の墓畔には、同一の楽譜が刻まれた碑がある。なお、横浜市の山下公園にも、楽譜と歌詞が刻まれた碑がある。
なお、歌碑がある横浜では、横浜市立大学と洋菓子の三陽物産が共同で「かもめの水兵さん」マシュマロを商品化し、売り上げの一部を帆船日本丸の保全活動に寄付する取り組みが行われている。